# ریوییر-اوئل، کبک
ریوییر-اوئل (به فرانسوی: Rivière-Ouelle) شهری در منطقه شهری کاموراسکا ناحیه با-سن-لوران در استان کبک کانادا است. در سرشماری سال ۲۰۱۱ این شهر ۱٬۱۷۶ نفر جمعیت داشته‌است و مساحت آن ۵۴٫۷۲ کیلومتر مربع است.